# Hiperpirexia
Hiperpirexia es un término médico que describe aquella situación en que se produce un aumento de la temperatura corporal por encima de 41 o 41.5 °C. Esta temperatura se acerca a la máxima que puede ser tolerada por el cuerpo humano, por ello se considera una situación grave que si se prolonga en el tiempo puede provocar la desnaturalización de las proteínas del sistema nervioso.

## Hiperpirexia y fiebre
Debe distinguirse la hiperpirexia de la fiebre, ya que esta última se define como el aumento de temperatura por encima del nivel normal, es decir superior a 37.2 °C por la mañana o más alta de 37.7 °C por la tarde.

## Fisiología
El control de la temperatura se produce en el organismo humano gracias a una región del cerebro que recibe el nombre de hipotálamo. El hipotálamo reciben señales procedentes de los receptores periféricos de calor y frío que a través de los nervios informan sobre la temperatura externa, pero también contiene receptores que detectan la temperatura de la sangre que baña la región (temperatura interna). En condiciones normales el centro termorregulador situado en el hipotálamo tiene la capacidad de mantener la temperatura del organismo dentro de un estrecho margen. La temperatura bucal media en condiciones normales es 36.8 ± 0.4 °C, alcanzando el nivel mínimo alrededor de las 6 a. m. y el máximo a las 5 p. m.

## Causas de hiperpirexia
Los procesos infecciosos son la causa más frecuente de fiebre, sin embargo la hiperpirexia puede ser producida por otros motivos, entre ellos los siguientes:

- Golpe de calor
- Hemorragia intracraneal
- Síndrome neuroléptico maligno
- Síndrome serotoninérgico
- Drogas y fármacos. Por ejemplo cocaína, LSD, metilendioximetanfetamina (éxtasis),  sales de litio, anticolinergicos y simpaticomiméticos.
- Tormenta tiroidea
- Hipertermia maligna
- Sepsis
- Síndrome de Kawasaki.
- Síndrome de parkinsonismo-hiperpirexia. Por retirada brusca de fármacos para tratar la enfermedad de Parkinson
- Insensibilidad congénita al dolor con anhidrosis (muy raro).